# ویتوونه
ویتوونه (به ایتالیایی: Vittuone) یک کومونه در ایتالیا است که در استان میلان واقع شده‌است. ویتوونه ۶٫۰ کیلومتر مربع مساحت و ۸٬۳۶۱ نفر جمعیت دارد و ۱۴۶ متر بالاتر از سطح دریا واقع شده‌است.